# Hallettsville
Hallettsville é uma cidade localizada no estado norte-americano do Texas, no Condado de Lavaca.

## Demografia
Segundo o censo norte-americano de 2000, a sua população era de 2345 habitantes.
Em 2006, foi estimada uma população de 2538, um aumento de 193 (8.2%).

## Geografia
De acordo com o United States Census Bureau tem uma área de
5,8 km², dos quais 5,8 km² cobertos por terra e 0,0 km² cobertos por água. Hallettsville localiza-se a aproximadamente 71 m acima do nível do mar.

## Localidades na vizinhança
O diagrama seguinte representa as localidades num raio de 32 km ao redor de Hallettsville.